# Дејвид Прауз
Дејвид Чарлс Прауз (енгл. David Charles Prowse; Бристол, 1. јул 1935 — Лондон, 28. новембар 2020) био је енглески карактерни глумац, бодибилдер и дизач тегова. Најпознатији је по улози Дарта Вејдера из оригиналне трилогије Ратова звезда редитеља Џорџа Лукаса.
Прауз је рођен 1. јула 1935. у Бристолу. Још као дете му је установљен остеоартритис. Упркос томе се такмичио за титулу мистера универзума 1960, а у три наврата је био првак у бодибилдингу. Глумио је у филмовима о Франкенштајну, а појавио се и у Пакленој поморанџи Стенлија Кјубрика. Године 2015. глумио је у документарном филму Ја сам твој отац у којем је причао о својој улози у Лукасовом ремек-делу научне фантастике.
Преминуо је 28. новембра 2020. године, у 85. години живота, након краће болести.

## Филмографија
| Улоге Дејвида Прауза |                                   |               |                           |                           |
| Година               | Српски назив                      | Изворни назив | Улога                     | Напомена                  |
| 1967.                | Казино Ројал                      |               | Франкенштајнова творевина | некредитован              |
| 1968.                |                                   |               | Џорџ                      |                           |
| 1970.                |                                   |               | творевина                 |                           |
| 1971.                |                                   |               | мишићави човек            | некредитован              |
| 1971.                |                                   |               | Сер Грамбел               |                           |
| 1971.                |                                   |               | брадати мучитељ           |                           |
| 1971.                | Паклена поморанџа                 |               | Џулијан                   |                           |
| 1972.                | Циркус вампира                    |               | снажни човек              |                           |
| 1972.                | Доктор Ху                         |               | минотаур                  | епизода: „”               |
| 1973.                | Црна змија                        |               | Џонатан Вокер             |                           |
| 1973.                |                                   |               | Хери                      |                           |
| 1974.                | Франкенштајн и чудовиште из пакла |               | творевина                 |                           |
| 1974.                |                                   |               | Артур                     |                           |
| 1976.                | Свемир 1999                       |               | творевина                 | епизода: „”               |
| 1977.                | Ратови звезда                     |               | Дарт Вејдер               | глас дао Џејмс Ерл Џоунс  |
| 1977.                |                                   |               |                           |                           |
| 1977.                |                                   |               | џелат                     |                           |
| 1978.                | Како вам драго                    |               | Чарлс                     | кредитован као Дејв Прауз |
| 1980.                | Империја узвраћа ударац           |               | Дарт Вејдер               | глас дао Џејмс Ерл Џоунс  |
| 1983.                | Повратак џедаја                   |               | Дарт Вејдер               | глас дао Џејмс Ерл Џоунс  |
| 2004.                |                                   |               | Дејв Прауз                |                           |
| 2006.                |                                   |               | др Морис Хокинс           |                           |
| 2010.                |                                   |               | Френк Брајан              |                           |
| 2015.                |                                   |               | сам себе                  |                           |
| 2015.                | Ја сам твој отац                  |               | сам себе                  |                           |
| 2015.                |                                   |               | сам себе                  |                           |

## Одликовања
- Орден Британске империје